# 憫郡王
憫郡王（穆麟德轉寫：jilacungga giyūn wang；1858年3月19日—1858年3月19日），清朝咸丰帝第二子，生母为玟贵妃徐佳氏（时为玟贵人），生于咸丰八年二月初五日（1858年3月19日）丑時，殤於卯時，未命名即夭折，后追封为郡王，谥号为憫。他的哥哥载淳也就成为了咸丰帝的独子。
悯郡王是清朝乃至中国历史上最后一位出生的皇子。